# Коттон-Плант (Арканзас)
Коттон-Плант (англ. Cotton Plant, Arkansas) — город, расположенный в округе Вудрафф (штат Арканзас, США) с населением в 960 человек по статистическим данным переписи 2000 года.

## География
По данным Бюро переписи населения США Коттон-Плант имеет общую площадь в 2,59 квадратных километров, водных ресурсов в черте населённого пункта не имеется.
Город Коттон-Плант расположен на высоте 59 метров над уровнем моря.

## Демография
По данным переписи населения 2000 года в Коттон-Планте проживало 960 человек, 262 семьи, насчитывалось 416 домашних хозяйств и 470 жилых домов. Средняя плотность населения составляла около 356 человек на один квадратный километр. Расовый состав Коттон-Планта по данным переписи распределился следующим образом: белых, 74,06 % — чёрных или афроамериканцев, 0,21 % — коренных американцев, 0,31 % — азиатов, 1,46 % — представителей смешанных рас.
Испаноговорящие составили 1,88 % от всех жителей города.
Из 416 домашних хозяйств в — воспитывали детей в возрасте до 18 лет, 31,7 % представляли собой совместно проживающие супружеские пары, в семей женщины проживали без мужей, 37,0 % не имели семей. 34,9 % от общего числа семей на момент переписи жили самостоятельно, при этом 19,7 % составили одинокие пожилые люди в возрасте 65 лет и старше. Средний размер домашнего хозяйства составил 2,31 человек, а средний размер семьи — человек.
Население города по возрастному диапазону по данным переписи 2000 года распределилось следующим образом: 29,7 % — жители младше 18 лет, 6,6 % — между 18 и 24 годами, 19,6 % — от 25 до 44 лет, 22,1 % — от 45 до 64 лет и 22,1 % — в возрасте 65 лет и старше. Средний возраст жителей составил 40 лет. На каждые 100 женщин в Коттон-Планте приходилось мужчин, при этом на каждые сто женщин 18 лет и старше приходилось 73,5 мужчин также старше 18 лет.
Средний доход на одно домашнее хозяйство в городе составил 13 264 доллара США, а средний доход на одну семью — 15 625 долларов. При этом мужчины имели средний доход в 18 125 долларов США в год против 16 250 долларов среднегодового дохода у женщин. Доход на душу населения в городе составил 9652 доллара в год. Все семьи Коттон-Планта имели доход, превышающий уровень бедности, от всей численности населения находилось на момент переписи населения за чертой бедности, при этом из них были моложе 18 лет и — в возрасте 65 лет и старше.